# Quintus Cloelius Siculus (Zensor)
Quintus Cloelius Siculus war im Jahr 378 v. Chr. gemeinsam mit Spurius Servilius Priscus Zensor der römischen Republik. Er wird mit diesem auch dem magistratslosen Jahr 372 v. Chr. als Konsul zugeordnet.